# Église Saint-Philibert de Beauvoir-sur-Mer
Pour les articles homonymes, voir Église Saint-Philbert.
L'église Saint-Philibert de Beauvoir-sur-Mer est construite à l'emplacement d'un monastère fondé par saint Philibert au VIIe siècle. Après les destructions des invasions normandes son édification à l'époque romane puis gothique, ses reconstructions après les Guerres de Religion, les modifications du XIXe siècle en font une construction hétérogène mais considérée comme l'un des plus beaux éléments du patrimoine religieux vendéen.

## Situation
Au centre du bourg de Beauvoir-sur-Mer, place de l'Église ou 4 rue de la Croix-Blanche, cette église dont la construction a commencé il y a mille ans, domine avec l'ensemble du bourg à 7 mètres d'altitude le marais environnant. Elle est proche de la mer, à  10 kilomètres à vol d'oiseau de l'abbaye Saint-Philibert de Noirmoutier-en-l'Île avec laquelle elle est liée par un lien de fondation et partage le patronyme. Située dans le département de la Vendée en région Pays de la Loire elle est rattachée à la paroisse Notre Dame du Gois avec Notre Dame de l'Assomption de Bouin, Saint-Gervais de Saint-Gervais et Saint-Urbain de Saint-Urbain dans le Doyenné de Challans du Diocèse de Luçon.
Elle est inscrite monument historique depuis le 29 octobre 1926.

## Histoire
Banni de Neustrie par saint Ouen et devant quitter son abbaye de Jumièges après ses démêlés avec le Maire du palais, Philibert de Jumièges est accueilli en Austrasie par Ansoald évêque de Poitiers qui après lui avoir confié le monastère de Quincay l'envoie en 676 fonder un monastère sur l'île d'Her ; pour asseoir cette fondation il dote le monastère en 677 de la villa d'Ampan (Ampennum) qui bénéficie ainsi d'un port continental et de nouvelles salines. C'est de l'exploitation par les moines de Noirmoutier de cette villa que se développe le domaine religieux de ce qui deviendra l'église de Beauvoir-sur-Mer,,.
En juin 836, sous la pression des attaques incessantes des Normands sur l'île, les moines décident de quitter définitivement leur monastère malgré sa fortification. Après avoir levé le sarcophage du saint ils abordent Furca et le transportent solennellement le 7 juin à l'église de la villa d'Ampan où il s'arrête deux jours avant d'être installé dans le monastère de Déas le 11 juin. Le onzième centenaire de la présence de ces reliques à Beauvoir-sur-Mer est marqué par un vitrail à l'entrée de la nef et par une statue de saint Philibert par le sculpteur Arthur Guéniot à 150 mètres de l'église.
Après les IXe et Xe siècles où beaucoup d'édifices religieux du littoral sont détruits par les Vikings, l'église est relevée en 1040 par les moines de saint Philibert de Tournus devenu la tête du réseau monastique depuis l'installation en Bourgogne des reliques du fondateur. Est construite au XIe siècle la nef centrale, actuelle, complétée au XIIe siècle du chœur, du transept et des deux absidioles formant un plan de croix latine. C'est dans ce contexte de relèvement du prieuré que l'hagiographie de saint Goustan, moine de l'abbaye Saint-Gildas de Rhuys place en 1040 sa mission et sa mort à Beauvoir-sur-Mer, un vitrail à l'entrée de la nef commémore cet évènement,.
Au XIIIe siècle la nef est doublée par un bas-côté sur le flanc nord avec la construction d'un grand porche ogival. Le clocher date également de cette époque. Le transept nord est agrandi le long du chœur pour constituer une chapelle dédiée à Notre-Dame avec disparition de l'absidiole nord, c'est cette chapelle qui fait l'objet de restauration depuis 2020. L'étude par dentochronologie de la charpente à cette occasion évoque la date de 1280. En 1305 Bertrand Got, le futur pape Clément V célèbre la messe, confirme, tonsure et couche au prieuré.
Au XVIe siècle de nombreux édifices religieux font l'objet de pillages et de destructions pendant les guerres de Religion surtout en Vendée ; l'église Saint-Philibert échappe à la destruction complète. À la Révolution française elle sert de caserne, d'écurie et de grenier. Son curé Alain Gergaud et son vicaire Matthieu de Gruchy refusent le serment constitutionnel, Matthieu de Gruchy,  arrêté en 1797 est fusillé à Nantes le 28 novembre 1797, un vitrail à l'entrée de la nef rappelle son martyre. Rendue au culte elle s'avère trop petite et en 1840 la construction d'une nouvelle nef au sud dédiée à sainte Anne lui donne sa configuration actuelle avec sa nef triple .
Un grand chantier de fouilles et de restauration vise à consolider l'édifice et refaire la voûte de la chapelle Notre-Dame. La municipalité libère depuis 2007 l'église des constructions qui lui étaient accolées permettant d'en faire le tour et d'accéder au chevet,. Les explorations archéologiques préalables aux travaux retrouvent des tombes du cimetière qui entourait l'église mais aussi les traces d'une construction datée du haut-Empire romain montrant la grande ancienneté du site.

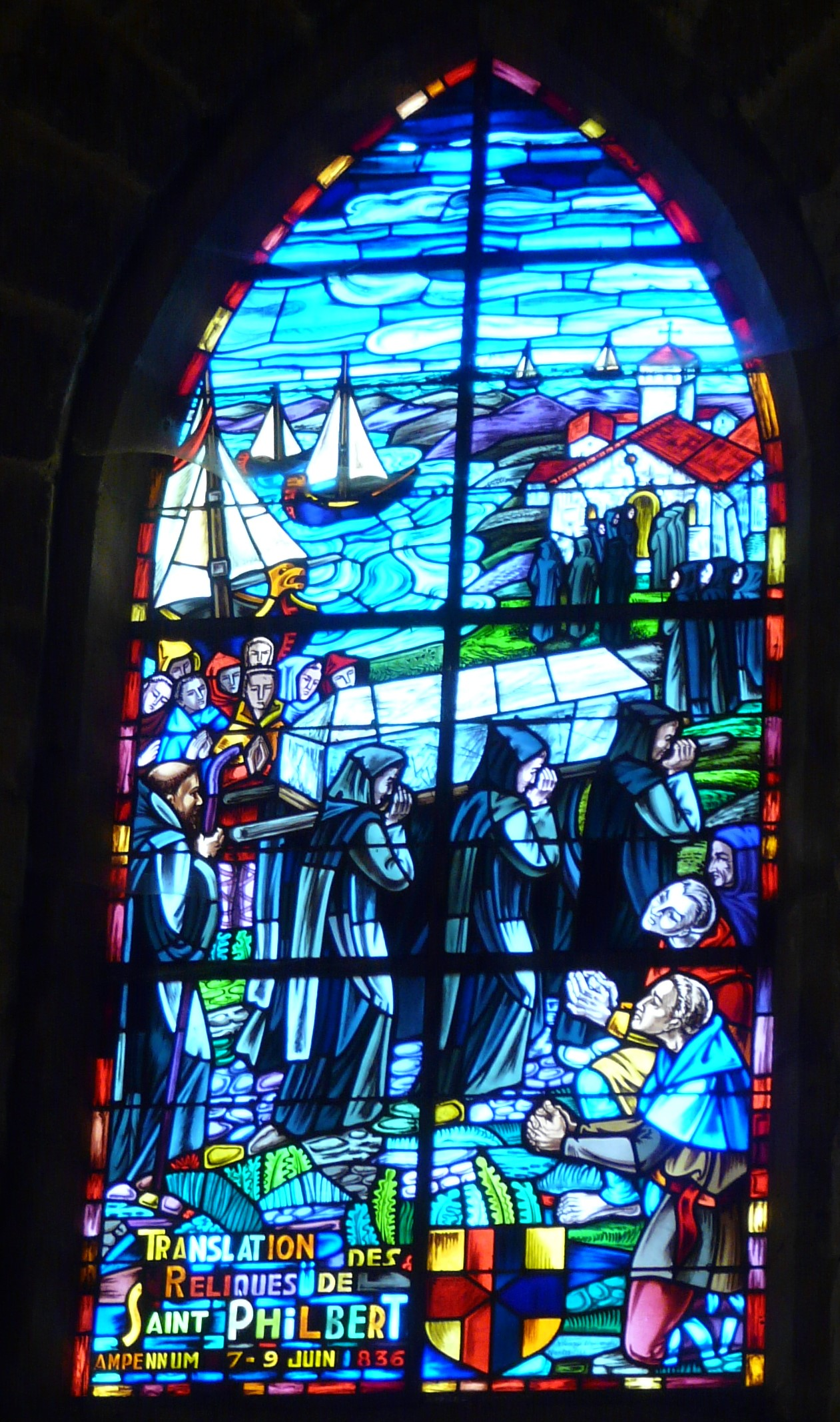
Vitrail à l'entrée de la nef commémorant la translation des reliques de juin 736.
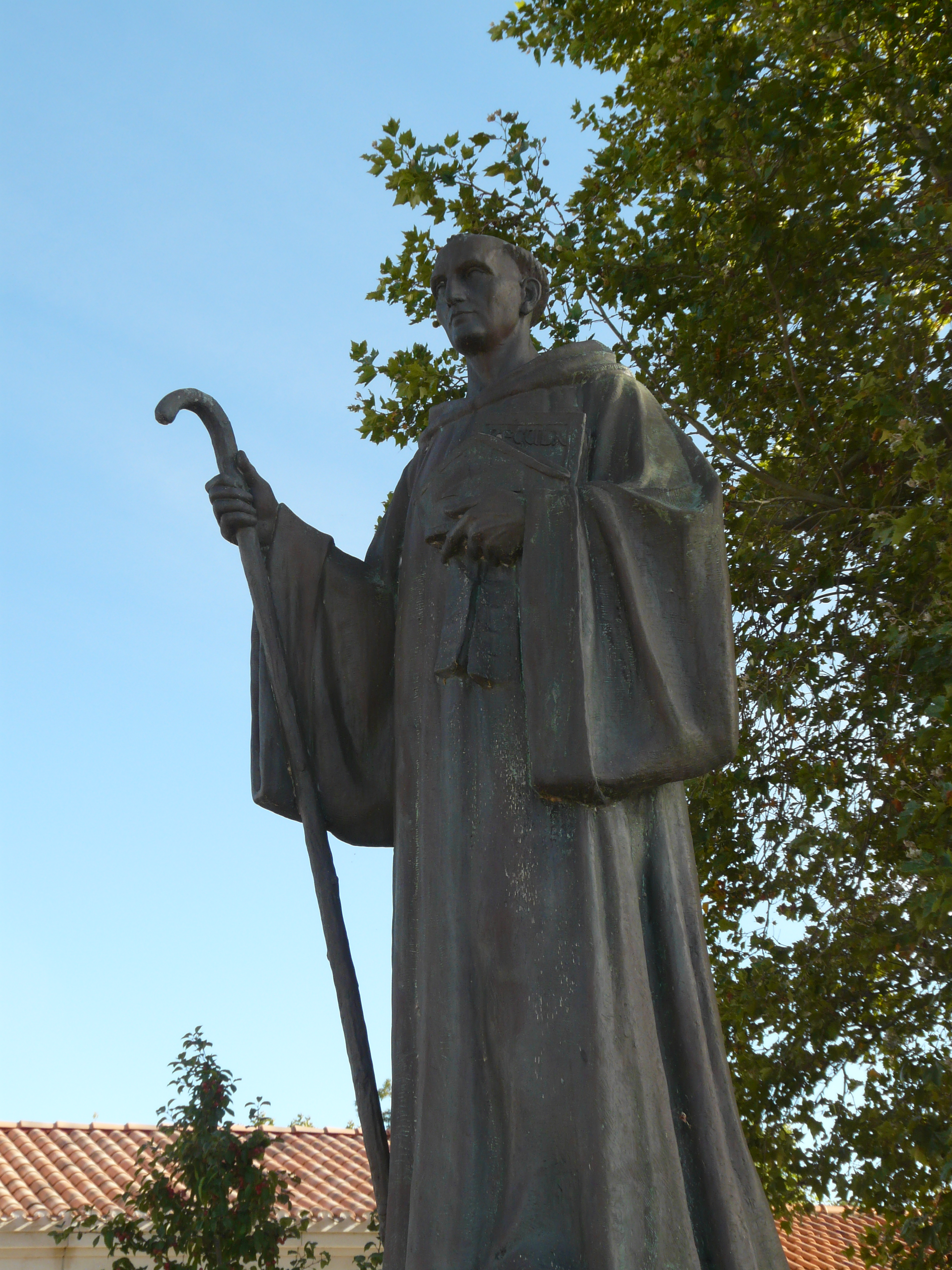
Statue de saint Philibert érigée pour le 11e centenaire de la translation des reliques.

## Description

### Extérieur
L'église est orientée, légèrement inclinée nord-ouest sud-est, elle mesure environ 49 mètres sur 24. Sa grande façade occidentale laisse deviner la large triple nef qui s'est complétée au fil des trois constructions. Le petit portail roman, centré, en plein cintre doublé d'une archivolte simple, est encadré par deux contreforts plats, une fenêtre ogivale le surmonte, deux autres contreforts de même types marquent les limites de la nef romane initiale avec un remplissage en petit appareil; une statue de Vierge à l'Enfant très altérée figure au-dessus sur le pignon. Au nord, à gauche du porche, la façade correspond à la nef du XIIIe, au sud, à droite, la nef du XIXe. Cette large nef efface la saillie des bras du transept. Le côté nord est orné du grand porche ogival de style gothique, avec quatre archivoltes reposant sur des colonnes sans décor sculpté, entrée principale de l'église par la nef latérale de la fin du XIIIe siècle; il est surmonté d'une niche abritant une statue du saint fondateur. Le chevet roman, enfin accessible, avec ses ouvertures plus récentes et les remaniements du XIXe siècle possède encore ses modillons. Au sud une petite porte fait communiquer l'église avec l'ancienne place du marche siège d'une croix monumentale,.

### Intérieur
En pénétrant dans le bas-côté nord de la nef par la grande entrée et son porche ogival, l'ancien mur extérieur de la nef centrale primitive du XIe avec ses modillons figuratifs : têtes grotesques et tête de bélier nous fait face,. La nef triple est à quatre travées, la nef centrale communique avec les deux bas-côtés par quatre grands arcs en plein cintre. Plus haut on voit les anciennes petites fenêtres romanes murées lors de l'édification des nefs latérales. La croisée d'ogive de la voûte de la croisée est à grosse nervures sans clé de voûte, chaque bras de transept possède une travée voûtée en berceau brisé, seul le transept sud a conservé son absidiole. Au nord la chapelle de la Vierge en cours de restauration en 2020 devrait retrouvé une voûte lambrissée. Le chœur est constitué de deux travées rectangulaires voûtées en berceau brisé et d'une demi travée semi circulaire voûtée en cul-de-four, ses travées sont séparées par des arcs-doubleaux.

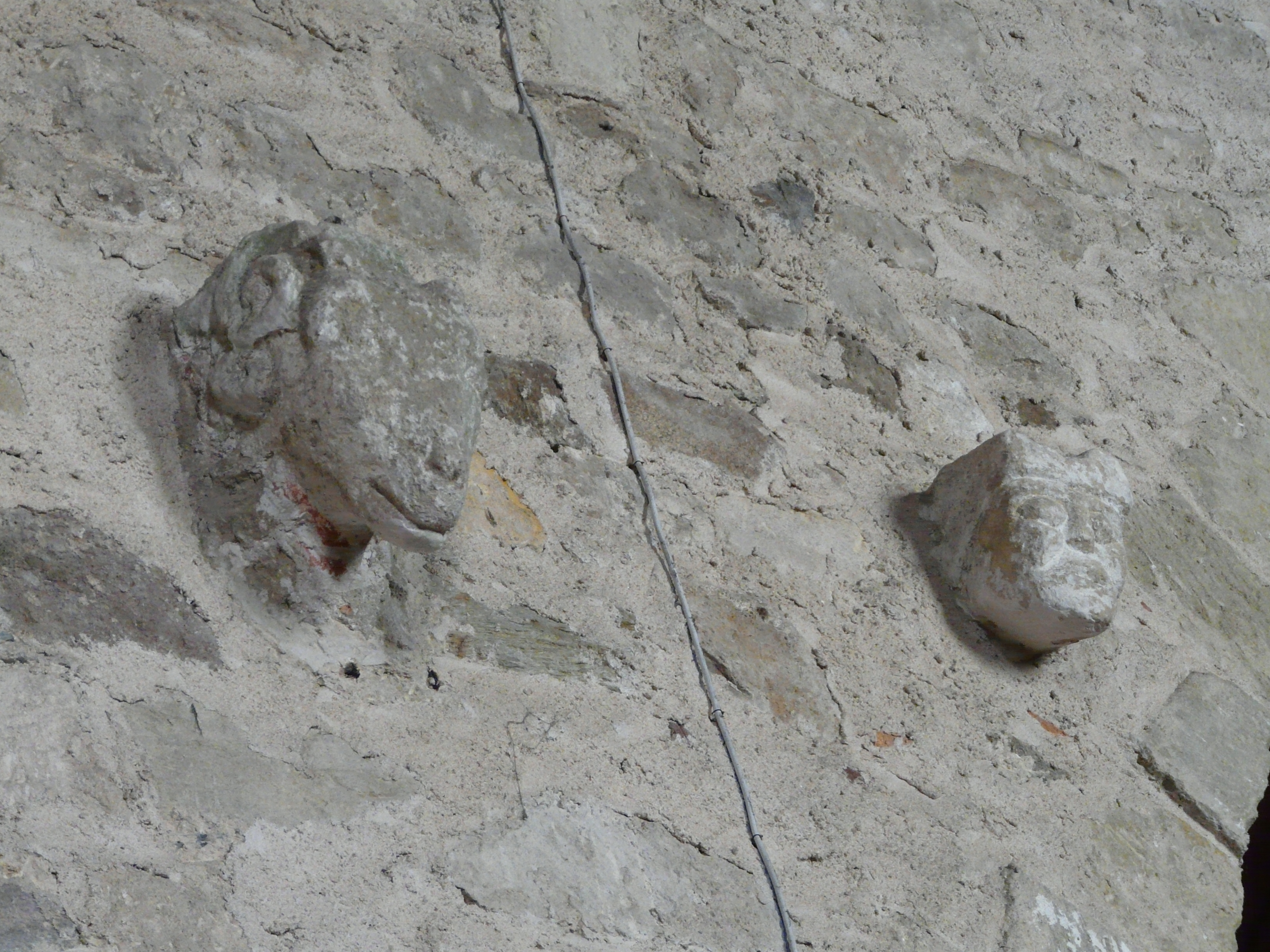
Modillons de la nef centrale.
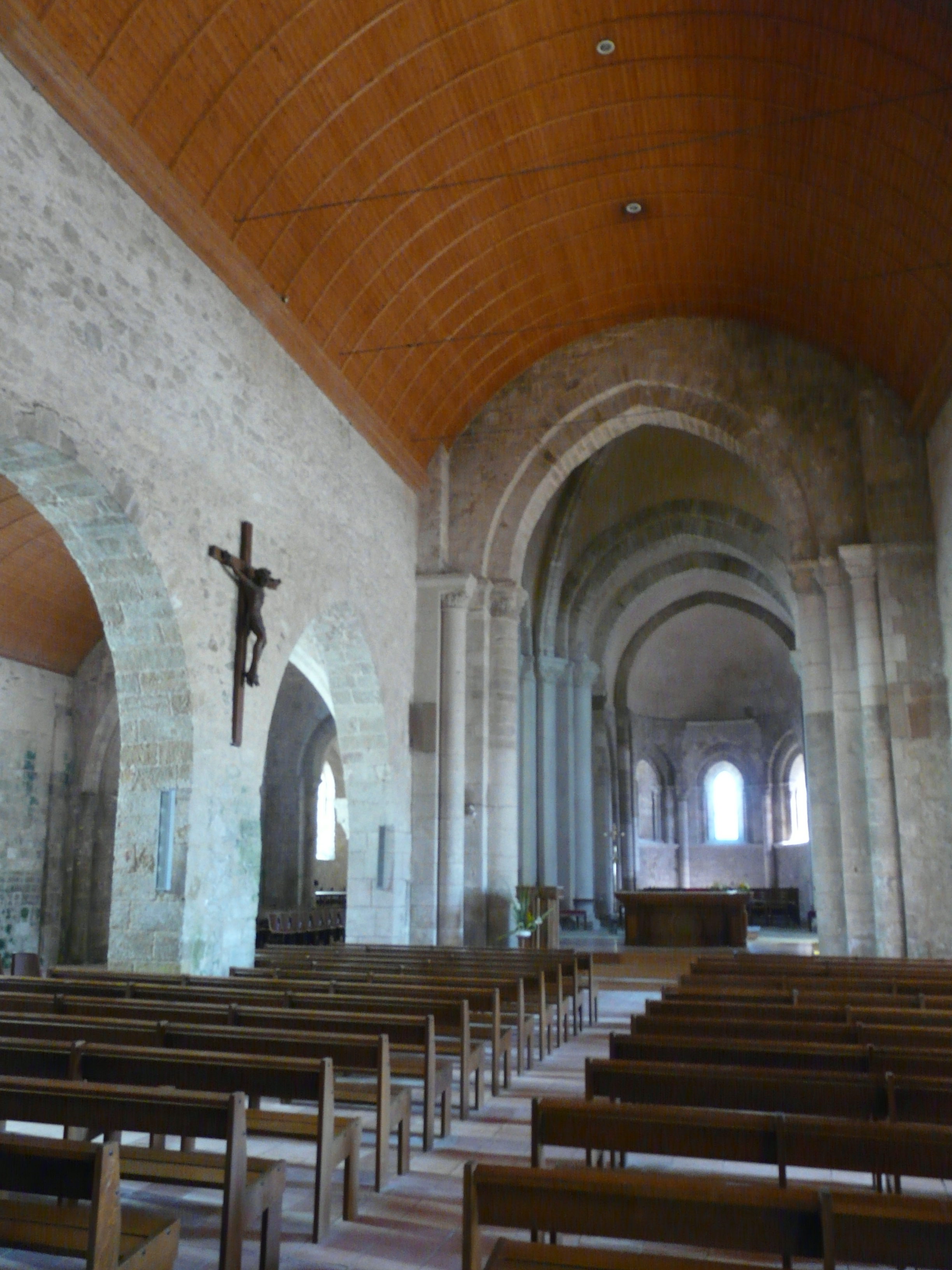
Nef centrale.
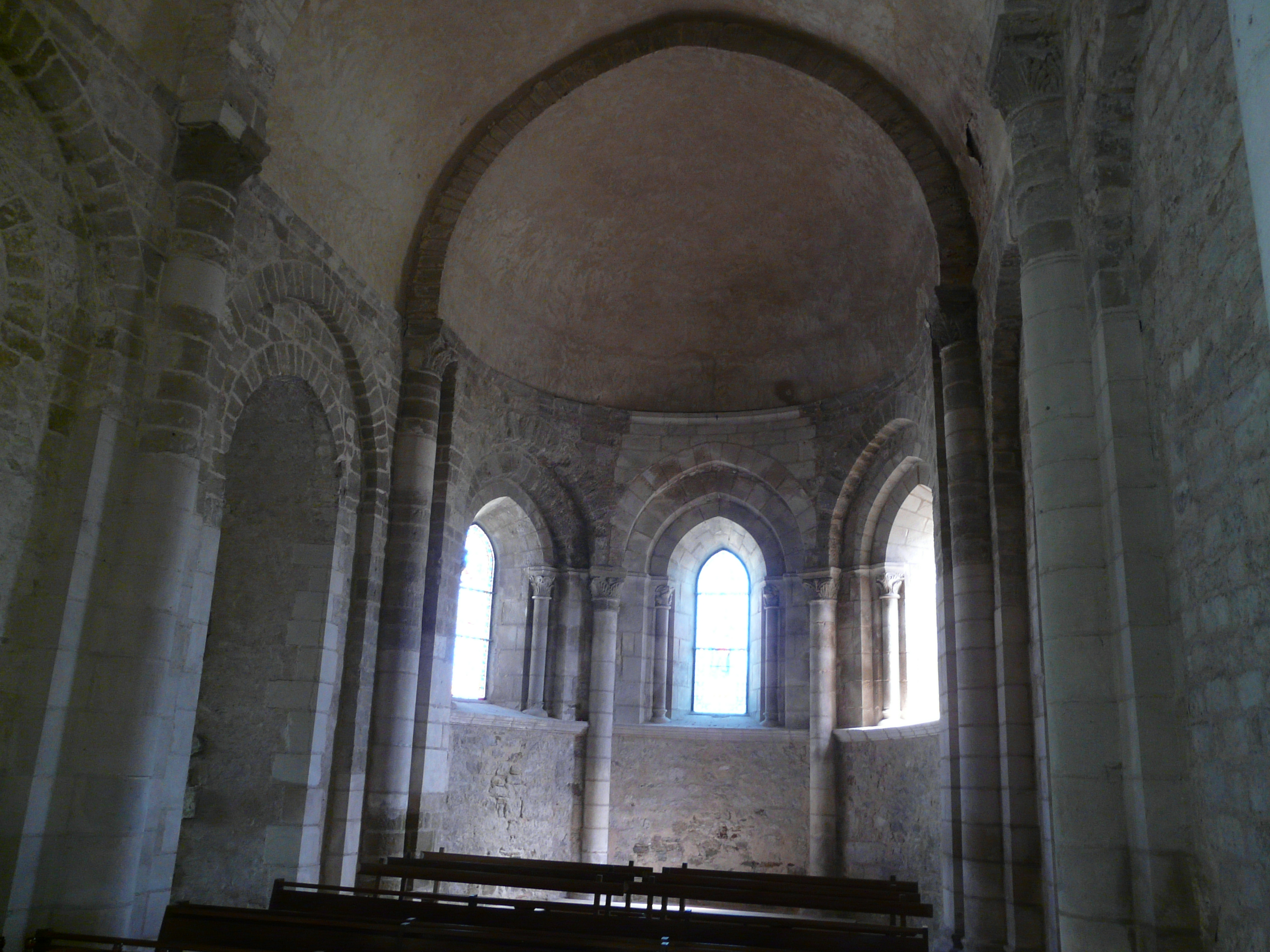
Chœur.
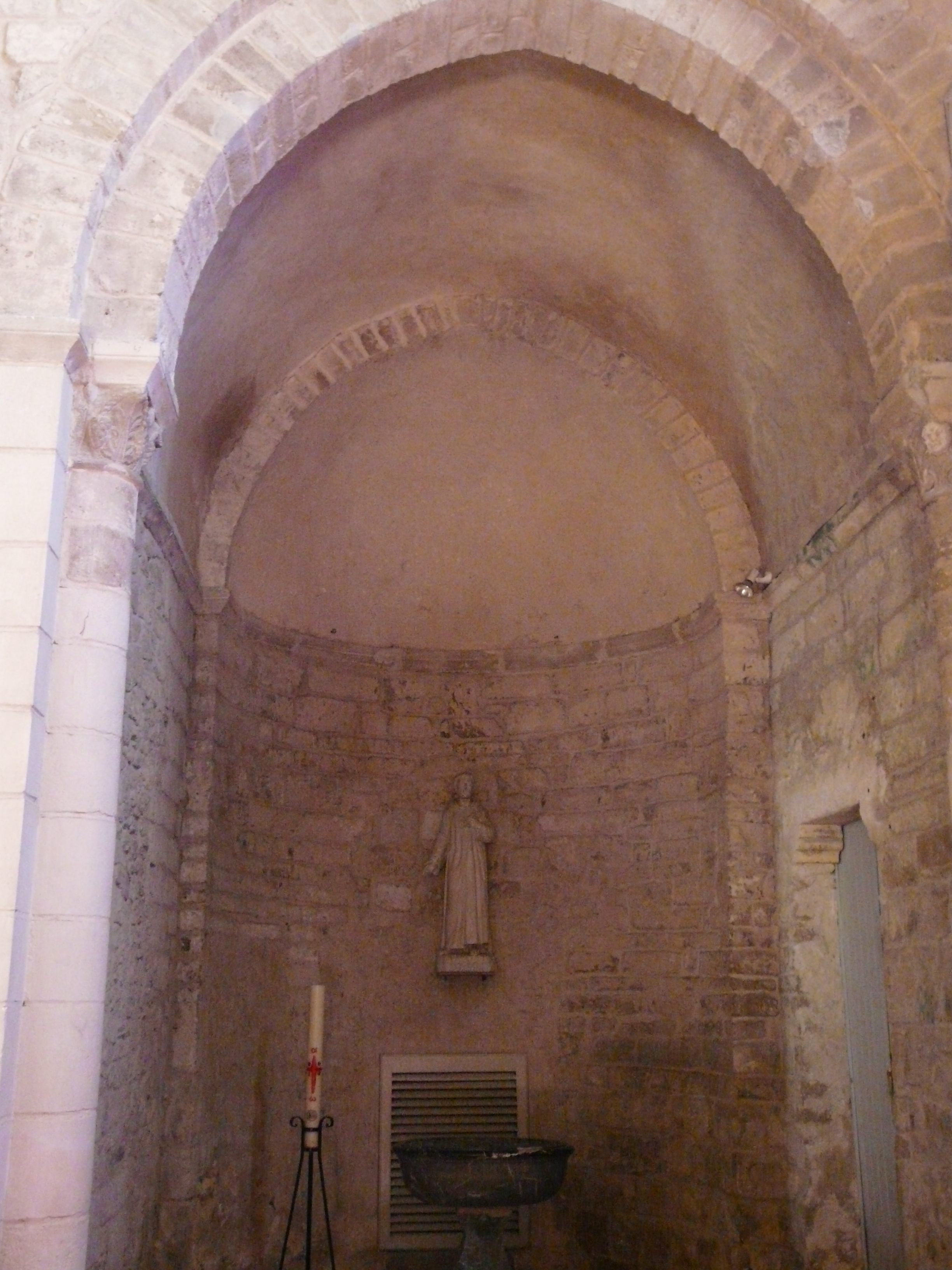
Absidiole sud.

### Mobilier
L'église est pillée pendant les guerres de Religion par les huguenots.
Un retable en pierre de 1649 inscrit aux monuments historiques orne l'autel de la chapelle de la Vierge, l'autel et surtout son urne tabernacle XVIIIe sont classés. quatre autres objets font également l'objet d'une inscription,,,.